# Ляхович Тетяна Миколаївна
Тетяна Миколаївна Ляхович (нар. 1979) — українська спортсменка-легкоатлетка (метання списа); Майстер спорту України міжнародного класу. Учасниця літніх Олімпійських ігор у Сіднеї (2000), Афінах (2004) та Пекіні (2008), володарка Кубка Європи 2003 року (Словенія).

## Біографія
Народилася 20 травня 1979 року в селі Голинь Калуського району Івано-Франківської області.
Вже в п'ятому класі школи Тетяну помітив її перший тренер — вчитель фізичного виховання Степан Грицак. У сьомому класі вона стала членом збірної команди школи з легкої атлетики. Степан Грицак зорієнтував дівчинку на освоєння азів майстерності у метанні списа, і вже через два роки Ляхович стала найкращою метальницею списа області серед жінок.
Після закінчення середньої школи Тетяна Ляхович вступила на навчання в Івано-Франківський технікум фізичної культури, де тренувалася під керівництвом заслуженого тренера України Івана Ша́рого. Саме тут вона почала серйозно займатися легкою атлетикою.
Вступивши у Прикарпатський університет імені Василя Стефаника, продовжила заняття спортом, і ще під час навчання у вузі виконала норматив майстра спорту України, а також увійшла до складу українських юнацьких і юніорських збірних команд. Потім стала членом дорослої легкоатлетичної збірної команди України.
Після закінчення спортивної кар'єри Тетяна Ляхович стала тренером і працювала разом з Іваном Шарим. Серед її захоплень — випікання тортів.

## Досягнення
Тетяна Ляхович перемогла на юніорському чемпіонаті України (1997), показала 14-й результат на чемпіонаті Європи серед юніорів (1998), завоювала срібну нагороду на молодіжному чемпіонаті Європи в Гетеборзі (Швеція, 1999).
Своїм найкращим досягненням вважає восьме місце на Олімпійських іграх в Афінах, де спортсменка встановила новий рекорд України. У 2008 році їй підкорився новий національний рекорд у метанні списа — 63 метри 23 сантиметри.
| Рік                 | Змагання                      | Місто                 | Місце               | Примітки            |
| Представляє Україна | Представляє Україна           | Представляє Україна   | Представляє Україна | Представляє Україна |
| ------------------- | ----------------------------- | --------------------- | ------------------- | ------------------- |
| 1998                | Чемпіонат світу серед юніорів | Ансі, Франція         | 8                   | 52,59 м             |
| 1999                | Чемпіонат Європи U23          | Гетеборг, Швеція      | 2                   | 57,35 м             |
| 2000                | Олімпійські ігри              | Сідней, Австралія     | 19                  | 57,41 м             |
| 2001                | Чемпіонат Європи U23          | Амстердам, Нідерланди | 5                   | 54,04 м             |
| 2004                | Олімпійські ігри              | Афіни, Греція         | 8                   | 61,75 м             |
| 2008                | Олімпійські ігри              | Пекін, КНР            | 35                  | 55,50 м             |